# 东亚同文书院大学

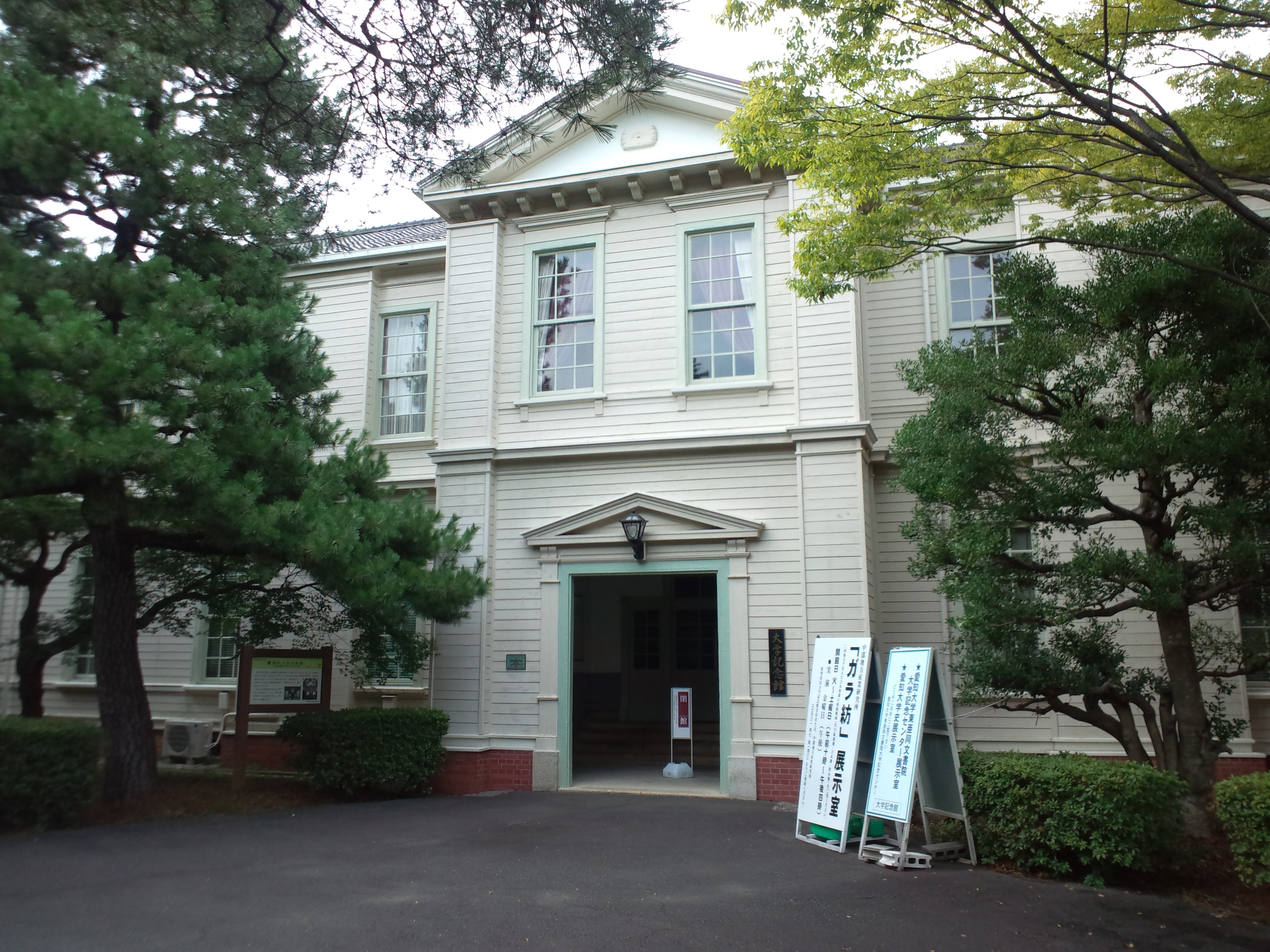
爱知大学内的东亚同文书院纪念馆

东亚同文书院大学（日语：東亜同文書院大学），原為東亞同文書院，是日本东亚同文会于1901年在中国上海开办的一所私立教育机构，以培养对中国情势熟悉的日本人才。1939年升格为东亚同文书院大学，1945年日本战败后被国民政府接管关闭。
日本爱知县丰桥市的爱知大学，係于1946年5月在同文书院末代校长本间喜一（后任最高法院事务总长）呼吁下，由原东亚同文书院众多教职员、学生集结一起重建的。

## 历史
东亚同文书院得名于日本1898年的亚洲主义组织东亚同文会。1899年12月，两江总督刘坤一与东亚同文会协商决定，在1900年5月成立南京同文书院，以培养对中国情势熟悉的日本现代化人才。由于义和团运动影响，在刘坤一建议下于1900年8月迁址上海退省路。1901年5月，改称东亚同文书院在高昌庙桂墅里开校，1913年因战乱被烧毁。1913年10月，迁址上海虹口赫司克尔路33号。
1917年4月22日，徐家汇虹桥路433弄的新校舍建筑完成。1918年开始招收中国学生。1921年升格为日本外务省直属专门学校。1934年，停止招收中国学生。
1937年抗日战争爆发，上海市警察局于9月15日接收了徐家汇虹桥路校舍，10月校舍因淞沪会战烧毁。1938年4月起，书院借用交通大学海格路（现华山路）校区作为校舍，1939年1月，经日本国会同意，书院升格为东亚同文书院大学。1945年9月15日，国民政府教育部京沪特派员办公处进驻交通大学徐家汇校舍，接收并关闭了东亚同文书院大学。
1946年，原东亚同文书院大学的教职员及校友在日本爱知县丰桥市成立了爱知大学。

## 历任院长
- 初任　根津一（日语：根津一）（1901年-1902年）
- 第2任　杉浦重剛（日语：杉浦重剛）（1902年-1903年）
- 第3任　根津一（1903年-1923年）
- 第4任　大津麟平（1923年-1926年）
- 第5任　近衛文麿（1926年-1931年）
- 第6任　大内暢三（日语：大内暢三）（1931年-1940年）
- 第7任　矢田七太郎（日语：矢田七太郎）（1940年-1942年）

## 附属機構

##### 支那研究部（東亞研究部）
1918年10月，支那研究部成立，旨在研究有关中国的各种问题。1942年更名为东亚研究部。
支那研究部内设有华语研究会以及统计研究室。

###### 主要刊物
- 『支那研究』[8]第1卷第1号-第23卷第2号通卷第62号、臨時号研究旅行報告輯第1輯-第3輯、1920年8月-1942年5月。

該刊为支那研究部的机关刊物，主要发布支那研究部的研究成果。
- 『東亞研究』第23卷第3号-第25卷第3号第70号、1942年7月-1944年10月。

随着支那研究部更名为东亚研究部，刊名也相应更改。
- 『華語月刊』第1号-第119号、1928年7月-1943年11月。

該刊是支那研究部内的华语研究会的机关刊物。除了会员的研究成果外，还刊载了东亚同文书院的汉语考试題目和標準答案，是一本可以用來学习汉语的杂志。

##### 附属醫院
1923年11月在虹桥路校舍内建成，是一座两层混凝土砖砌建筑，占地137坪。一楼设有诊室、药房、外科室、显微镜室、牙科室和患者等候室，二楼则有病房和护士等候室。1937年，建築发生火灾，毁损严重。

##### 附属圖書館

###### 虹橋路校舎圖書館
虹桥路校舍图书馆于1923年11月建成，是一座两层混凝土砖砌建筑，占地114坪。一楼设有支那研究部和教授研究室，二楼则有阅览室和事务室。此外还有一座三层的书库，收藏书籍超过10万册。1937年发生火灾，馆藏损失严重。

###### 海格路臨時校舎圖書館
1937年至1938年期間，學校设立了复兴图书委员会，筹集了复兴资金，并接受了满铁图书馆等機構的图书捐赠，总计收藏了65,000册图书。1945年，该图书馆被中華民國接收。

##### 物産館
1932年设立，旨在收集、展示中国的民俗资料，并向公众开放。物産館位於中华学生部校舍。1937年发生火灾，物产馆遭到毁坏。

##### 靖亞神社
1934年在虹桥路校舍内成立，靖亞神社以近衛篤麿、荒尾精、根津一等人为主神，並且還供奉了在中国活动期间死亡的日清贸易研究所和南京同文书院等相关人士以及校友。1937年虹桥路校舍發生火灾后，靖亞神社迁至海格路校舍，并于1949年在日本埼玉县的东光书院内重建。

## 教育

#### 調査旅行（大旅行）
1902年，外務省要求根津一院长进行一項调查，主題為俄罗斯帝國在中国西北地区的滲透。1907年以后，毕业生开始进行「支那调查旅行」，也被称为「大旅行」。学生们分成許多小组，通常一個小組由5-6名学生组成，這些學生进行为期2至3个月的夏季旅行，他們主要在东亚和东南亚地区活動。1915年至1921年间出版的支那省別全誌就是在學生收集的信息的基础上完成的。1918年支那研究部成立后，大旅行变得更加有组织化。然而後來日本军方有时会要求学生提供情报，这导致了中国方面懷疑參加大旅行的學生可能是间谍。截至1945年，东亚同文书院共有五千余名学生先后参与調査旅行，旅行线路達700余条

## 施設

### 校舎

#### 高昌廟桂墅里校舎
- 使用時期：1901年-1913年
- 所在地：上海南市高昌廟桂墅里

##### 大村仮校舎
- 使用時期： 1913年
- 所在地：长崎县東彼杵郡大村町（日语：大村町 (長崎県)）
- 1年生校舎

位於正法寺
- 2年生校舎

位於本経寺

#### 赫司克而路仮校舎
- 使用時期： 1913年-1917年
- 所在地：上海赫司克而路33号

使用舊英美煙公司的建築。

#### 虹橋路校舎

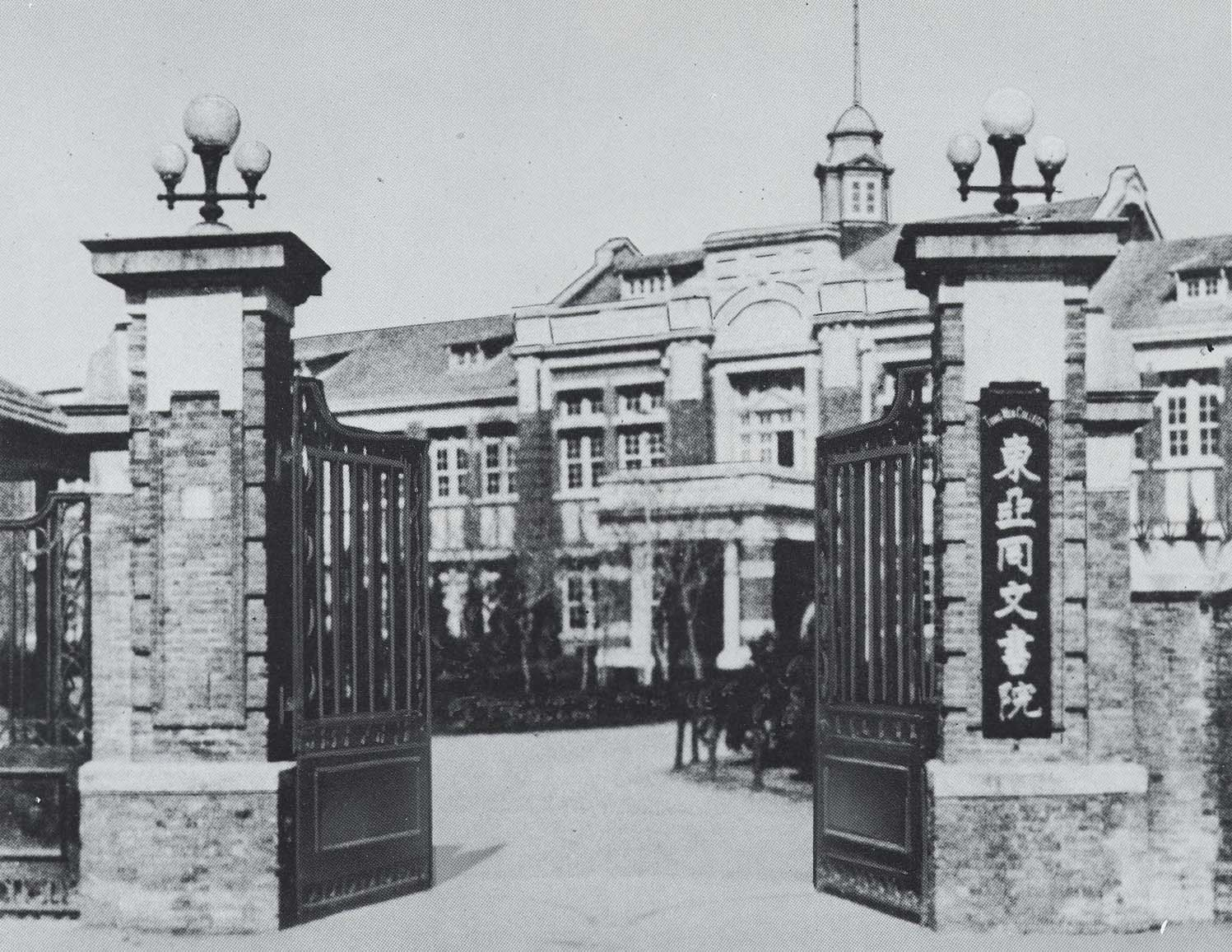
東亞同文書院虹橋路校舎正門

- 使用時期：1917年-1937年
- 所在地：上海徐家汇虹橋路

由桑野藤三郎設計，最初竣工时占地约33,000平方米，位于虹桥路北侧。校园包括主楼、教室楼、农工科研究实验室、南寮、北寮、食堂、学生俱乐部、浴场、医务室等设施。校园的南侧还有教职员工住宅3栋和俱乐部1栋。随后校方购买了周边土地进行扩建，增设了运动场、中华学生部、图书馆等。
1937年8月淞滬會戰的影响下，这座校舍被中国接管，并于同年11月3日至9日遭到中国军队放火焚毁。

##### 長崎仮校舎
- 使用時期：1937年-1938年
- 所在地：長崎縣长崎市櫻馬場

虹桥路校舍被中国接收後，校舍暫時搬遷至旧長崎女子師範学校內。

#### 海格路臨時校舎
- 使用時期：1938年-1945年
- 所在地：上海徐家匯海格路

位於上海交通大学校舍內。

##### 大学附属専門部校舎
- 使用期間：1943年4月-1943年10月
- 所在地：上海楊樹浦軍工路

位於滬江大學校舍內，後來被海軍接管，大学附属专业部校舎搬遷至海格路临时校舍。

#### 呉羽分校
- 使用時期： 1945年5月−同年11月
- 所在地：富山縣婦負郡呉羽村（日语：呉羽村）小竹

由於战况恶化，有新生无法前往上海就讀，於是校方借用了呉羽航空機呉羽工場的一部分设施作為校舍。1945年7月25日開學（教职员工13人，日本内地入学生177人），每日课程包括学徒动员工作4小时和3小时的授课。8月2日，為应对富山大空襲，校方組織了学生救援队。8月16日起休學，10月15日恢復上課，但在11月15日停止授课，学生（240人）返回家乡。12月，校方决定停止辦學，并在1946年2月10日之前處理善後事宜。

### 学生会館
1923年11月竣工，是一个砖砌的两层楼房，占地面积约154坪。一樓有咖啡厅、娱乐室、社交室、接待室、理发室和暗室，二樓是活动大厅。1937年該建築被焚毀。

### 寮
東亞同文書院實行全寮制（全部寄宿制）。

#### 高昌廟桂墅里校舎学生寮
- 南寮

这个寮舍（學生宿舍）是一个木制的两层楼房，有18个房间（似乎由两栋楼组成，其中一栋有9个房间），一楼是自习室，二楼是寝室。1913年被烧毁。
- 北寮

这个寮舍是一个木制的两层楼房，有12个房间，一楼是自习室，二楼是寝室。1913年被烧毁。
- 東寮

这个寮舍建于1903年，是一个木制的两层楼房，有14个房间，一楼是自习室，二楼是寝室。当时的东亚同文书院是一所3年制的学校，由于南寮和北寮只能容纳大约200名学生，所以为了迎接新生而新建了这个寮舍。1913年被烧毁。

#### 虹橋路校舎学生寮
- 南寮
- 北寮

南寮和北寮是1917年虹橋路校舎竣工时建造的。每个寮舍有40个房间，一楼有自习室，二楼是寝室。1937年被烧毁。
- 日本学生寮（新寮）

这个寮舍建于1919年。1937年被烧毁。
- 西寮
- 新寮

1925年，校方建造了西寮和新寮。1937年被烧毁。
- 靖亞寮

这个寮舍建于1935年。1937年被烧毁。